# Philly Joe Jones
Pour les articles homonymes, voir Joe Jones (homonymie) et Jones.
Ne doit pas être confondu avec les batteurs « Papa » Jo Jones (1911-1985) et Joe Jones (1934-1993).
Joseph Rudolph Jones, dit “Philly Joe” Jones, est un batteur de jazz américain, né en 1923 et mort en 1985.
Son surnom « Philly » vient du nom de sa ville d'origine, Philadelphie.

## Biographie
Né en 1923, Philly Joe Jones apprend les bases de la musique avec sa mère, professeure de piano. Dans son enfance, il apparaît comme danseur de claquettes dans The Kiddie Show sur la station de radio WIP (en) de Philadelphie. Il étudie ensuite la batterie avec Cozy Cole et Charles Wilcoxon (en). 
Dans les années 1940, il commence sa carrière professionnelle dans des orchestres de rhythm and blues. Il travaille à Philadelphie, accompagnant les jazzmen de passage dans la ville (Dexter Gordon, Fats Navarro, etc.).
En 1945, après son service militaire, il est un temps chauffeur de taxi. En 1947, Philly Joe Jones devient le batteur régulier du club Cafe Society. Il y accompagne le « gratin » du bebop : Charlie Parker, Dizzy Gillespie, Fats Navarro et Elmo Hope. En 1950, il devient le batteur de l'orchestre du club de jazz new-yorkais Birdland.
Il joue dans les orchestres de Ben Webster, Joe Morris, Tiny Grimes, Lionel Hampton, Duke Ellington et, surtout, Tadd Dameron (1953), qui lui dédie le thème Philly J.J.,,.
De 1955 à 1958, il travaille dans les formations successives de Miles Davis. Ce dernier déclare que Philly Joe Jones est l'un de ses batteurs préférés, (dont le mythique quintet avec John Coltrane, Red Garland et Paul Chambers puis le sextet avec Cannonball Adderley). Renvoyé par le trompettiste, pour son récurrent absentéisme (Philly Jo Jones est un toxicomane notoire), il devient musicien free lance.
De 1958 à 1962, il enregistre avec les grands noms du bebop et du hard bop. On peut l'entendre dans une multitude d'albums pour Riverside Records, Blue Note Records et Prestige Records. Il enregistre, entre autres avec le pianiste Bill Evans, qu'il avait croisé pendant quelques semaines dans de sextet de Miles Davis, et dont il sera, par la suite, le batteur du trio régulier à plusieurs reprises.
À partir de 1962, des « problèmes personnels » l'éloignent régulièrement du devant de la scène jazz.
De 1967 à 1972, il vit en Europe ; successivement à Londres et à Paris. Il joue à cette époque avec certains musiciens emblématiques du free jazz comme Archie Shepp.
De retour aux États-Unis, il forme Le Grand Prix, un groupe de jazz fusion. En 1976-77, il est pendant quelques mois membre du trio de Bill Evans avec lequel il se produit à La Grande Parade du Jazz, à Nice. Il travaille ensuite un temps avec Red Garland. En 1981, il forme l'éphémère Dameronia (en), un groupe consacré à la musique de Tadd Dameron.
Il meurt d'une crise cardiaque en 1985.

## Influence
Philly Joe Jones est, avec Tony Williams (également collaborateur du grand trompettiste), le batteur le plus cité dans la biographie de Miles Davis. Ce dernier considère que son habituel "cross stick" (son que produit la caisse claire lorsque l'on frappe le cercle, poignet au contact de la peau de frappe, baguette posée en traverse et fermement maintenue, à ne pas confondre avec Rimshot) en réponse à ce que jouait Davis a constitué une signature (« the “Philly lick” »), reprise par la suite par de nombreux batteurs. Il déclare ainsi : « Même après son départ, j'aurai entendu un peu de Philly Joe dans chacun de mes batteurs. ».

## Discographie

### Comme leader
- 1957. The Joe Jones Special (Jazztone)
- 1958. Blues for Dracula (en) (Riverside Records)
- 1959. Drums Around the World : Philly Joe Jones Big Band Sounds (en) (Riverside Records)
- 1959. Showcase (en) (Riverside Records)
- 1960. Philly Joe's Beat (en) (Atlantic Records)
- 1964. Together! (en), avec Elvin Jones (Atlantic Records)
- 1968. Mo' Joe (en), aussi connu sous les noms Trailways Express et Gone, Gone, Gone (Black Lion)
- 1968. My Fire (Prestige Records)
- 1969. Archie Shepp & Philly Joe Jones (en)
- 1977. Mean What You Say (en) (Sonet)
- 1977. Philly Mignon (en) (Galaxy)
- 1978. Drum Song (en) (Galaxy)
- 1979. Advance! (en) (Galaxy)
- 1980. Round Midnight (en)
- 1981. Octet (Marge)
- 1982. To Tadd with Love (Uptown)

### Comme sideman

#### AvecMiles Davis
- 1955. The Musings of Miles
- 1956. Cookin' with the Miles Davis Quintet
- 1956. Relaxin' with the Miles Davis Quintet
- 1956. Workin' with the Miles Davis Quintet
- 1956. Steamin' with the Miles Davis Quintet
- 1956. Miles Davis Quintet At Peacock Alley
- 1957. 'Round About Midnight
- 1958. Porgy and Bess
- 1958. Milestones
- 1961. Someday My Prince Will Come

#### AvecBill Evans
- 1958. Everybody Digs Bill Evans
- 1959. On Green Dophin Street
- 1962. Interplay
- 1962. Loose blues
- 1966. The Secret Sessions
- 1967. California Here I Come
- 1976. Quintessence
- 1978. Getting Sentimental

#### Avec d'autres leaders
- 1953. Clifford Brown & Lou Donaldson. Brownie Eyes
- 1953. Tadd Dameron. Clifford Brown Memorial
- 1953. Elmo Hope. New Faces - New Sounds
- 1955. Art Farmer. Art Farmer Quintet Featuring Gigi Gryce
- 1955. Howard McGhee. The Return Of Howard McGhee
- 1956. Paul Chambers. Chambers' Music
- 1956. Serge Chaloff. Blue Serge
- 1956. Sonny Rollins. Tenor Madness
- 1956. Phil Woods.  Pairing Off
- 1956. Kenny Drew. Kenny Drew Trio
- 1956. Paul Chambers.  Whims Of Chambers
- 1956. Phineas Newborn. Phineas' Rainbow
- 1956. Lee Morgan. Lee Morgan Indeed!
- 1956. Tadd Dameron & John Coltrane. Mating Call
- 1957. Art Pepper. Art Pepper Meets The Rhythm Section
- 1957. Hank Mobley. Hank
- 1957. Clark Terry. Serenade To A Bus Seat
- 1957. John Coltrane. Blue Train
- 1957. Sonny Rollins. Newk's Time
- 1957. Lee Morgan. The Cooker
- 1957. Sonny Clark. The Art Of The Trio
- 1957. Hank Mobley. Poppin'
- 1957. Warne Marsh. Warne Marsh
- 1958. Sonny Clark.  Cool Struttin'
- 1958. Wynton Kelly. Wynton Kelly Trio
- 1958. Johnny Griffin. Johnny Griffin Sextet
- 1958. Thelonious Monk. Blues Five Spot
- 1958. Jimmy Smith. Softly As A Summer Breeze
- 1958. Johnny Griffin. Way Out!
- 1958. Gil Evans. New Bottle, Old Wine
- 1958. Clark Terry & Thelonious Monk. In Orbit
- 1958. Cannonball Adderley. Portrait of Cannonball
- 1958. Blue Mitchell. Blue Mitchell Big 6
- 1958. Abbey Lincoln. It's Magic
- 1958. Chet Baker. Chet Baker Sings: It Could Happen To You
- 1958. Chet Baker. Chet Baker in New York (en)
- 1958. Art Blakey. Holiday For Skins. vol 1 & 2
- 1958. Benny Golson. The Other Side Of Benny Golson
- 1958. Benny Golson. Benny Golson And The Philadelphians
- 1958. Chet Baker. Chet Baker Introduces Johnny Pace (en)
- 1958. Evans Bradshaw (en). Look Out for Evans Bradshaw! (en)
- 1959. Jackie McLean. Jackie's Bag
- 1959. Chet Baker. Chet
- 1959. Kenny Dorham & Cannonball Adderley. Blue Spring
- 1959. Abbey Lincoln. Abbey Is Blue
- 1959. Art Farmer. Brass Shout
- 1959. Wynton Kelly. Kelly Great
- 1959. Blue Mitchell. Blue Soul
- 1960. Art Pepper. Gettin' Together
- 1960. Earl Zindars. The Soul Of Jazz Percussion
- 1960. Art Blakey, Philly Joe Jones, Elvin Jones & Charlie Persip. Gretsch Drum Night At Birdland
- 1960. Freddie Hubbard. Goin' Up
- 1960. Grant Green. First Session
- 1961. Kenny Dorham. Whistle Stop
- 1961. Hank Mobley. Workout
- 1961. Blue Mitchell. Smooth As The Wind
- 1961. Freddie Hubbard. Hub Cap
- 1961. Duke Ellington. Paris Blues
- 1961. Donald Byrd. The Cat Walk
- 1961. Dexter Gordon. Dexter Calling...
- 1961. Elmo Hope. Homecoming!
- 1961. Nat Adderley. Naturally!
- 1961. Phineas Newborn. A World Of Piano!
- 1961. Hank Mobley.  Another Workout
- 1961. Ike Quebec. Blue & Sentimental
- 1961. Milt Jackson & Wes Montgomery. Bags Meets Wes!
- 1961. Chris Anderson Inverted Image (en)
- 1962. Tadd Dameron. The Magic Touch
- 1962. Red Garland. Red's Good Groove
- 1962. Dexter Gordon. Landslide
- 1962. Milt Jackson. Big Bags
- 1962. Sonny Stitt. Sonny Stitt And The Top Brass
- 1962. Freddie Hubbard. Here To Stay
- 1963. Hank Mobley. No Room for Squares
- 1963. Freddie Hubbard. The Body And The Soul
- 1963. Ben Webster & Joe Zawinul. Soulmates
- 1964. Jack Wilson. The Jazz Organs
- 1966. Lee Morgan. Delightfulee Morgan
- 1969. Hank Mobley. The Flip
- 1969. Archie Shepp. Yasmina, A Black Woman
- 1969. Archie Shepp. Poem For Malcolm
- 1969. Archie Shepp. Blasé
- 1969. Mal Waldron. Set Me Free
- 1969. Archie Shepp.  Archie Shepp & Philly Joe Jones
- 1974. Various Artists. The Charlie Parker Memorial Concert
- 1975. Kenny Burrell. Ellington Is Forever. Vol. 2
- 1977. Red Garland. Keystones !
- 1977. Red Garland. Groovin' Red
- 1977. Archie Shepp. Day Dream
- 1978. Duke Jordan. Duke's Artistry
- 1978. Duke Jordan.  The Great Session
- 1983. Sun Ra. Hiroshima
- 1983. Sun Ra. Outer Reach Intensity-Engery
- 1985. The Manhattan Transfer. Vocalese